# Крещатый Яр (село)
Крещатый Яр (укр. Хрещатий Яр; до 2024 года — Червоные Яры) — село, входит в Белоцерковский район Киевской области Украины.
Население по переписи 2001 года составляло 242 человека. Занимает площадь 1,812 км².

## Местный совет
09514, Київська обл., Белоцерковський р-н, с. Володимирівка (укр.)

## Известные люди
- Питирим (Старинский) — архиерей Украинской Православной Церкви.